# Municipio de Fremont (condado de Isabella)
El municipio de Fremont (en inglés: Fremont Township) es un municipio ubicado en el condado de Isabella en el estado estadounidense de Míchigan. En el año 2010 tenía una población de 1455 habitantes y una densidad poblacional de 15,65 personas por km².

## Geografía
El municipio de Fremont se encuentra ubicado en las coordenadas 43°30′17″N 84°54′27″O / 43.50472, -84.90750. Según la Oficina del Censo de los Estados Unidos, el municipio tiene una superficie total de 92.97 km², de la cual 92,86 km² corresponden a tierra firme y (0,13 %) 0,12 km² es agua.

## Demografía
Según el censo de 2010, había 1455 personas residiendo en el municipio de Fremont. La densidad de población era de 15,65 hab./km². De los 1455 habitantes, el municipio de Fremont estaba compuesto por el 95,67 % blancos, el 1,17 % eran afroamericanos, el 0,69 % eran amerindios, el 0,07 % eran asiáticos, el 0,27 % eran de otras razas y el 2,13 % eran de una mezcla de razas. Del total de la población el 3,02 % eran hispanos o latinos de cualquier raza.